# K special
K special är ett svenskt TV-program som varje vecka sänder en timslång dokumentärfilm om en känd kulturpersonlighet eller företeelse. K special visas i SVT.